# Magical Negro
Per Magical Negro si intende un personaggio ricorrente che appare in alcuni film statunitensi. Come suggerisce il termine, i Magical Negro sono di origini subsahariane, hanno abilità o poteri mistici particolari e aiutano i protagonisti (che sono invece di etnia caucasica) in modo disinteressato. Il concetto di "Magical Negro" è correlabile a quelli di "Sambo" e "buon selvaggio".

## Storia
Il termine Magical Negro venne popolarizzato nel 2001 dal regista Spike Lee mentre parlava di cinema con gli studenti durante una serie di conferenze tenute in vari campus universitari. Egli criticò la scelta di far apparire dei "negri magici e stupefacenti" (Magical Negro super-duper) in film hollywoodiani del periodo come, ad esempio, Il miglio verde e La leggenda di Bagger Vance. Mentre parlava di quest'ultima pellicola, Lee dichiarò:
In un libro pubblicato nel 2004, lo scrittore Krin Gabbard afferma che il personaggio di Oda Mae Brown nel film Ghost - Fantasma, interpretato dall'attrice di colore Whoopi Goldberg fosse un esempio di "negra magica".
Nel 2012, la scrittrice Kia Miakka Natisse dichiarò che l'attore Morgan Freeman "dovesse smetterla di comportarsi come il tipico Magical Negro facendo la parte del dottore che crea una coda protesica per un delfino (in L'incredibile storia di Winter il delfino) e un mentore malato della CIA (in Red)" entrambi film in cui salva le controparti bianche in pericolo." Natisse critica anche l'attore per aver recitato nei panni del "guru dei gadget" Lucius Fox in Il cavaliere oscuro - Il ritorno, ove lavora al servizio di Batman.